# Габрелянов, Ашот Арамович
Ашот Арамович Габрелянов (род. 4 апреля 1989, Ульяновск) — российский журналист и медиаменеджер. Бывший исполнительный директор медиахолдинга News Media и генеральный директор телеканала LifeNews (до сентября 2014 года).

## Биография
Ашот Габрелянов родился в семье советских журналистов Арама Ашотовича Габрелянова и Галины Александровны Колесовой. 
В 2004 опубликовал первый материал в газете «Жизнь», принадлежавшей отцу. Ашоту удалось заснять Квентина Тарантино пьющим водку в одном из московских баров.
Окончил в 2005 году НОУ СОШ «Эрудит» в Москве. В 2008 отчислился с  факультета журналистики МГУ им. М. В. Ломоносова, проучившись там 3 года по специальности «Экономика и менеджмент СМИ».
В 2007—2008 годах работал в студенческом журнале Exclusive. В 2008 году вышел на работу помощником PR-директора в холдинге News Media, принадлежащем его отцу. Через полгода возглавил службу развития интернет-проектов. В 2009 году запустил информационный интернет-портал Life.ru В 2010 году назначен исполнительным директором холдинга News Media. В 2012 году приступил к работе над запуском телеканала LifeNews.
2 сентября 2013 года запустил информационный канал LifeNews, в котором занял позицию главного редактора и генерального директора.
В сентябре 2013 года запустил благотворительный проект по сбору средств на развитие интернета в бедных странах webthemap.com. В сентябре 2014 года покинул посты в холдинге News Media и на телеканале LifeNews, стал заниматься развитием проекта — платформы пользовательского видео Babo.
В 2015 году переехал в Нью-Йорк. 

## Личная жизнь
Женат. Двое детей.
Ашоту Габрелянову вместе с его отцом Арамом Габреляновым принадлежит квартира в Париже площадью 150 квадратных метра в районе Нёйи-сюр-Сен.

## Награды
- Медаль ордена «За заслуги перед Отечеством» I степени (22 апреля 2014 года) — за высокий профессионализм и объективность в освещении событий в Республике Крым[16].